# Ладанка (река)
Ладанка (укр. Ладанка) — правый приток реки Удая, протекающий по Прилукскому району (Черниговская область).

## География
Длина — 11 км.
Река берёт начало в балке Васиюковщина, что севернее пгт Ладан (Прилукский район). Река течёт на юг, восток, юг. Впадает в реку Удай (между 172-м и 155-м км от её устья) восточнее посёлка Ладан.
Русло слабо-извилистое, в нижнем течении — сильно-извилистое с озёрами на реке. У истоков и в среднем течении пересыхает. На реке создано несколько прудов.
Пойма занята лесами, заболоченными участками и лугами — в нижнем течении.

## Притоки
Множество безымянных ручьев.

## Населённые пункты
Населённые пункты на реке (от истока до устья):
1. Ладан